# Shrek: Hassle at the Castle
Shrek: Hassle at the Castle è un picchiaduro a scorrimento in 2D realizzato per Game Boy Advance. È ispirato al film Shrek, ed ha come personaggi giocabili i personaggi del film.